# Edifici al raval del Convent, 19 (Guissona)
Edifici al raval del Convent, 19 és una obra de Guissona (Segarra) protegida com a Bé Cultural d'Interès Local.

## Descripció
Edifici arrebossat de tres plantes i golfes. La planta baixa presenta tres obertures d'alçada equivalent al primer forjat. Dues d'elles estan formades per portes de fusa de doble full, amb diferents relleus geomètrics damunt de les quals hi ha una tarja de vidre. L'obertura petita situada a l'esquerra permet l'accés a l'habitatge superior. Al primer pis trobem dues portes balconeres amb els seus respectius balcons de forja. El segon pis repeteix l'esquema del primer i les golfes presenten dues obertures rectangulars. Una petita cornisa corona l'edifici.
(Text procedent del POUM)